# Wadenstierna
Wadenstierna är en svensk och finländsk adelsätt.
Ätten är uppdelad på två grenar som var släkt genom ingifte. Den äldre ättegrenen adlades med assessorn i Svea hovrätt Lars Wadensteen år 1702. I Svenska adelns Ättar-taflor hävdades att hans far var en bonde, Lars Persson på Wallby gård i Dalby socken, medan Riddarhuset anger att fadern var Tomas Olofsson (levde 1685) som var bonde i Vappeby i Torstuna socken och häradsdomare och att dennes farfar var bonden Anders i Torshem och Vappeby i Torstuna socken.
Lars Wadensteen adlades med namnet Wadenstierna 1702 och introducerades året därefter på nummer 1387. Hans första hustru var Elisabeth Krook, syster till assessorn Nils Krook som adlades Lagerkrook. Makarna skildes och Lars Wadenstierna gifte om sig med änkan till Jonas Enman i Söderhamn, Christina Lund. Han fick enbart barn i första äktenskapet, tre döttrar och en son. Döttrarna gifte sig Ekehielm, Skraggensköld och Norling, som var rådman.
Sonen Thomas Wadenstierna var protonotarie i Svea hovrätt och gift med Charlotta Strömner. De fick fem söner, två ogifta och en tredje barnlös. Yngste sonen Carl Eric Wadenstierna var statssekreterare för krigsärendena och fick tre döttrar varmed hans gren slöts. En dotter var gift med Lars Augustin Mannerheim och en annan med en greve Oxenstierna af Korsholm och Wasa.
En äldre bror till Carl Eric Wadenstierna, Thomas Adolf Wadenstierna, var överstelöjtnant och var gift med en dotter till överstelöjtnant Hasselgren. De flyttade till Finland som ännu tillhörde Sverige. Ätten fortlevde på svärdssidan med sonen Carl Wilhelm Wadenstierna, också han överstelöjtnant. Hans hustru hette Eva Catharina Toll, dotter till överstelöjtnant Fredrik Wilhelm Toll och Eva Heintzius. Två av deras döttrar gifte sig med varsin Schildt nr 282 och de övriga barnen avled antingen späda eller ogifta. Därmed slöts äldre ätten Wadenstierna på svärdssidan år 1819.
Eva Catharina Toll hade en syster som hette Elisabeth Wilhelmina. Hon var gift med majoren Otto Johan Colliander (1764-1809) vid Karelska jägarkåren. Han adopterades på ättens namn Wadenstierna och nummer 1387 år 1802 och introducerades år 1807. Otto Johan Collianders äldste kände stamfader är Markus Jöransson (avliden någon gång mellan 1649 och 1655) som var borgare och stadsfogde i Helsingfors. Otto Johan Collianders föräldrar var major Sigfrid Joachim Colliander och Ottiliana Lovisa Tandefelt vars mor var född Gyllenecker.
Sedan Sverige förlorat Finland år 1809 var släkten inte längre representerad i Sverige. Otto Wilhelm Magnus Wadenstierna introducerades på Finlands riddarhus på nummer 98 och ätten fortlever där.